# Луна-16

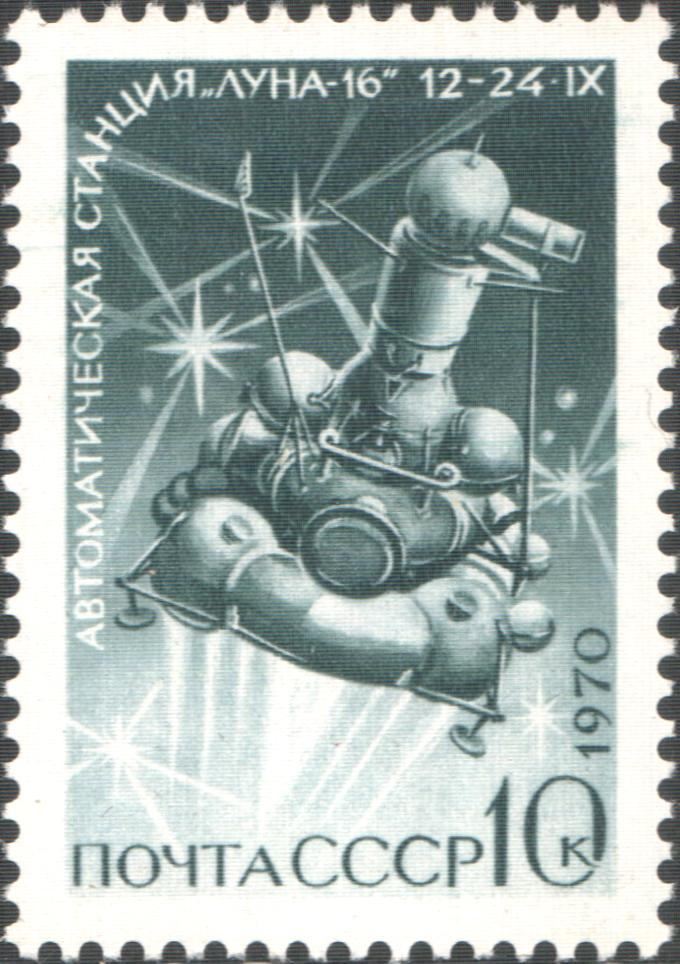
Поштова марка СРСР із зображенням космічного апарата «Луна-16»

«Луна-16» — радянська автоматична міжпланетна станція для вивчення Місяця та космічного простору. АМС «Луна-16», мала у своєму складі також апарат, що мав повернутися. Перша АМС, що доправила на Землю 101 грам місячного ґрунту.
Маса повертальної ракети: 512 кг. Маса повертального апарата: 34 кг.

## Дати
- 12 вересня 1970 року здійснений старт ракети-носія «Протон-К/Д», котра вивела на траєкторію польоту до Місяця.
- 13 вересня 1970 року була проведена корекція траєкторії польоту станції, котра забезпечила вихід станції в розраховану точку біля-місячного простору.
- 17 вересня 1970 року станція «Луна-16» виведена на орбіту навколо Місяця.
- 20 вересня 1970 року станція «Луна-16» здійснила м'яку посадку на поверхню Місяця в районі Моря Достатку. Відхилення від розрахованої точки посадки близько 1,5 кілометра.
- 21 вересня 1970 року з поверхні Місяця стартував повертальний апарат автоматичної міжпланетної станції «Луна-16» з пробами ґрунту Місяця на борту.
- 24 вересня 1970 року на території СРСР за 80 кілометрів від міста Джезказган здійснив м'яку посадку повертальний апарат автоматичної міжпланетної станції «Луна-16».

## Досягнення
- Повернення на Землю після посадки на поверхню Місяця.
- Доставка на поверхню Місяця міжпланетної ракети «Місяць — Земля» з повертальним апаратом.
- Автоматичний старт з Місяця та доставка місячного ґрунту на Землю.